# Sant'Antonino di Susa
Sant'Antonino di Susa is een gemeente in de Italiaanse provincie Turijn (regio Piëmont) en telt 4118 inwoners (31-12-2004). De oppervlakte bedraagt 10,0 km², de bevolkingsdichtheid is 412 inwoners per km².

## Demografie
Sant'Antonino di Susa telt ongeveer 1673 huishoudens. Het aantal inwoners steeg in de periode 1991-2001 met 2,4% volgens cijfers uit de tienjaarlijkse volkstellingen van ISTAT.
| Jaar | Inwoneraantal |
| ---- | ------------- |
| 1991 | 3930          |
| 2001 | 4023          |

## Geografie
Sant'Antonino di Susa grenst aan de volgende gemeenten: Condove, Borgone Susa, Villar Focchiardo, Vaie, Coazze.
1. ↑  https://demo.istat.it/?l=it.